# چارلز آمواه
چارلز آمواه (انگلیسی: Charles Amoah؛ زادهٔ ۲۸ فوریهٔ ۱۹۷۵) بازیکن فوتبال اهل غنا بود.
از باشگاه‌هایی که در آن بازی کرده است می‌توان به باشگاه فوتبال ویل، باشگاه فوتبال لاسک، باشگاه فوتبال اشتورم گراتس، باشگاه فوتبال سنت گالن، باشگاه فوتبال ردبول زالتسبورگ، و باشگاه فوتبال وینترتور اشاره کرد.
وی همچنین در تیم ملی فوتبال غنا بازی کرده است.